# فلورا (ایلینوی)
فلورا، ایلینوی (به انگلیسی: Flora, Illinois) یک شهر در ایالات متحده آمریکا با جمعیت ۵٬۰۷۰ نفر است که در ایلی‌نوی واقع شده‌است.

## موقعیت جغرافیایی
موقعیت جغرافیایی شهرها و مناطق اطراف به شرح زیر است: